# Nimotuzumab
Il nimotuzumab ha vari nomi commerciali:  BIOMAb EGFR, della Biocon; o TheraCIM della YM Biosciences; o Theraloc della Oncosciences, CIMAher.
Esso è un anticorpo monoclonale chimerico o ricombinante utilizzato per il trattamento in monoterapia dei carcinomi a cellule squamose della testa e del collo e nel astrocitoma maligno e nel glioma recidivante/refrattario ad alto grado.
Il nimotuzumab ha un potente effetto antiagiogenetico, antiproliferativo e pro apoptotico nei tumori che sovra esprimono l'EGF-R.
Come il cetuximab, il nimotuzumab si lega al recettore del fattore di crescita epidermico (EGFR), una proteina di segnalazione che normalmente controlla la divisione cellulare.
In alcuni tipi di tumore, questo recettore è alterato e causa divisione cellulare incontrollata che è uno dei segni distintivi dei tumori.
Gli anticorpi monoclonali sono in grado di bloccare l'EGFR e sono capaci di fermare la divisione cellulare incontrollata.
La maggior parte gli anticorpi monoclonali sono originariamente create partendo da cellule di topo, ma questo può provocare una reazione immunitaria alle proteine (eterologhe) del topo.
Gli anticorpi umanizzati vengono realizzati con parti di proteine di topo e di parti di proteine umane, determinando così minori rischi di anafilassi.

## Storia
Il 1º dicembre 2008 la Oncoscience AG ha notificato ufficialmente al comitato per i medicinali per
uso umano (CHMP) dell'EMEA la sua intenzione di ritirare la domanda di autorizzazione
all'immissione in commercio per il medicinale Theraloc per il trattamento dei bambini e degli
adolescenti con glioma resistente o recidivante di alto grado. Theraloc precedentemente è stato qualificato come medicinale orfano in data 2 settembre 2004.

## Effetti collaterali
Il Nimotuzumab contiene il 95% di sequenze di anticorpi umani. Ciò permette di ridurre gli effetti negativi, come le eruzioni cutanee, diarrea e la congiuntivite.
I principali effetti collaterali sono: tremori, brividi, nausea, vomito, anemia, ipotensione o ipertensione.

### Nimotuzumab
- (EN) L. Harivardhan Reddy e Patrick Couvreur, Macromolecular Anticancer Therapeutics, Springer, 1º giugno 2009,  p. 425, ISBN 978-1-4419-0506-2.
- (EN) William Small, Combining targeted biological agents with radiotherapy: current status and future directions, Demos Medical Publishing, 2008,  p. 5, ISBN 978-1-933864-34-1.
- (EN) Stefan Offermanns e Walter Rosenthal, Encyclopedia of Molecular Pharmacology, Springer, 2008,  p. 1255, ISBN 978-3-540-38916-3.